# Gollersattel
Gollersattel är ett bergspass i Österrike.   Det ligger i distriktet Weiz och förbundslandet Steiermark, i den östra delen av landet, 120 km sydväst om huvudstaden Wien. Gollersattel ligger 790 meter över havet.
Terrängen runt Gollersattel är huvudsakligen kuperad, men åt sydost är den platt. Runt Gollersattel är det ganska tätbefolkat, med 86 invånare per kvadratkilometer.. Närmaste större samhälle är Graz, 20,0 km söder om Gollersattel. 
I omgivningarna runt Gollersattel växer i huvudsak blandskog.